# ロマーノ・フェナティ
ロマーノ・フェナティ (Romano Fenati, 1996年1月15日 - ) は、イタリアのオートバイレーサー。世界選手権参戦前にはイタリア国内選手権125ccクラス、スペイン国内選手権125ccクラスに参戦していた。

## Moto3
2012年シーズン、フェナティはチーム・イタリア・FMIと契約、FTRホンダに乗ることになった。デビュー戦となった第1ラウンドのカタールGPでは2位に入賞した。初優勝は第2戦のスペインGPであった。フェナティは1991年の上田昇に次ぐ、デビュー2戦で表彰台に上るという結果を出したライダーとなった。
2015年シーズン、アルゼンチンGPのウォーミングアップ中にフェナティはニクラス・アジョとトラブルになり、走行中にアジョのマシンにキックした。また、キルスイッチでアジョのマシンのエンジンを止めたことから3点のペナルティを受けた。

## Moto2
2018年シーズン、マリネッリ・スパイナーズ・チームに所属しMoto2に参戦。2018年9月9日、サンマリノGPのレース中、ステファノ・マンツィとの競り合いの中でマンツィのバイクのブレーキを握り妨害。同レースを失格処分になった後、改めて2レース出場停止の処分を受けた。翌日の9月10日、マリネッリ・スパイナーズ・チームは「反スポーツマンシップで危険、そして有害な行為により、ロマーノ・フェナティとの契約を直ちに解除することを発表します。計り知れない後悔と共に、彼の無責任な行為により、他者の命を危険にさらしたことは、決して許されません」との声明を発表し、同日付でのフェナティの解雇を発表した。フェナティは過去にもレース中にニコラス・アジョに暴行の上、キルスイッチを押すという違反行為を行っていた。そして9月18日、国際モーターサイクリズム連盟はフェナティ本人を連盟本部に召喚し、2018年末までのライセンス撤回を決定した。

## ロードレース世界選手権 戦績
- 凡例
- 太字はポールポジション、斜体はファステストラップ。

### シーズン
| シーズン | クラス | 車両           | 出走数 | 優勝回数 | 表彰台数 | ポールポジション | ファステストラップ | ポイント | 順位  |
| -------- | ------ | -------------- | ------ | -------- | -------- | ---------------- | ------------------ | -------- | ----- |
| 2012年   | Moto3  | FTR ホンダ     | 17     | 1        | 4        | 0                | 2                  | 136      | 6位   |
| 2013年   | Moto3  | FTR ホンダ     | 17     | 0        | 0        | 0                | 0                  | 73       | 10位  |
| 2021年   | Moto3  | ハスクバーナ   | 18     | 1        | 4        | 3                | 1                  | 160      | 5位   |
| 2022年   | Moto2  | ボスコスクーロ | 6      | 0        | 0        | 0                | 0                  | 7        | 27位  |
| 2023年   | Moto3  | ホンダ         | 14     | 0        | 0        | 0                | 0                  | 35*      | 20位* |
| 合計     |        |                | 30     | 1        | 4        | 0                | 2                  | 184      |       |

- * 現在進行中

### 年
| 年     | クラス | 車両       | 1      | 2       | 3       | 4       | 5       | 6      | 7      | 8      | 9     | 10     | 11     | 12     | 13      | 14     | 15     | 16    | 17     | 順位 | ポイント |
| ------ | ------ | ---------- | ------ | ------- | ------- | ------- | ------- | ------ | ------ | ------ | ----- | ------ | ------ | ------ | ------- | ------ | ------ | ----- | ------ | ---- | -------- |
| 2012年 | Moto3  | FTR ホンダ | QAT 2  | SPA 1   | POR Ret | FRA Ret | CAT 9   | GBR 7  | NED 12 | GER 24 | ITA 2 | IND 5  | CZE 8  | RSM 3  | ARA Ret | JPN 10 | MAL 20 | AUS 6 | VAL 18 | 6位  | 136      |
| 2013年 | Moto3  | FTR ホンダ | QAT 15 | AME Ret | SPA 9   | FRA 7   | ITA Ret | CAT 15 | NED 14 | GER 13 | IND 9 | CZE 18 | GBR 12 | RSM 10 | ARA 8   | MAL 9  | AUS 14 | JPN 5 | VAL 11 | 10位 | 73       |

- * 現在進行中

## 参照
1. ↑  Lewis, Lisa (2012年4月29日). “Fantastic Fenati romps to first win”. Crash.net (Crash Media Group) 2012年4月29日閲覧。
2. 1 2  “Watch angry Moto3 racer Romano Fenati kick and turn on the kill switch on a rival racer”. Motoroids. (2015年4月22日) 2018年9月23日閲覧。
3. ↑  “あわや惨事、Moto2ライダーが他選手のバイクのブレーキ握り失格に”.   AFP (2018年9月10日). 2018年9月10日閲覧。
4. ↑  “MotoGPサンマリノGPのMoto2決勝で危険行為犯したフェナティ解雇。チームが発表”.   AUTOSPORT web. 2018年9月10日閲覧。
5. ↑  “MotoGPコラム：フェナティの矯正と競技の安全性確保は、喫緊の課題”. motorsport.com. (2018年9月10日) 2018年9月17日閲覧。
6. ↑  “FIM、他車のブレーキを握る危険行為を行ったフェナティのライセンス撤回を決定”.   AUTOSPORT web. 2018年9月22日閲覧。